# Stefan Andres
Stefan Andres, född den 26 juni 1906 i Dhrönchen, död den 29 juni 1970 i Rom, var en tysk författare.
Andres gav ut romaner och noveller som behandlade de psykologisk-nationella motsättningarna i Rhenlandet. I trilogin Die Sintflut (1949–1959) gick han i svarsmål mot tidens antihumanistiska strömningar. Han bekände sig till en världslig, panteistiskt inspirerad, men katolsk religion. Hans mest kända verk, novellen Wir sind Utopia (1942), berättar om en munk som låter sig mördas för sin tros skull.

## På svenska
- Utopia (Wir sind Utopia) (översättning Sven och Karin Stolpe) (Wahlström & Widstrand, 1953)
- Tysklands stora viner (Die grossen Weine Deutschlands) (med 24 färgfotografier av Percy Hennell och 6 kartor av Rudi H. Wagner, översättning Ole Blegel) (Bernce, 1961)